# William Aislabie (1700-1781)
Pour les articles homonymes, voir Aislabie.
William Aislabie (1700 - 17 mai 1781) de Studley Royal, North Yorkshire, est un propriétaire terrien et un homme politique conservateur qui siège à la Chambre des communes pendant plus de 60 ans, de 1721 à 1781. 

## Biographie

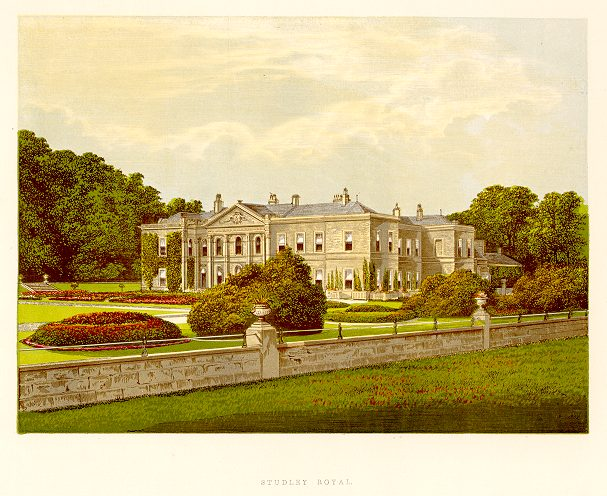
Studley Royal, 1880

Il est le fils de John Aislabie de Studley Royal, du North Yorkshire et de sa première épouse, Anne Rawlinson, fille de Sir William Rawlinson of Hendon . 

Kirkby Fleetham Hall, Yorkshire du Nord

Le père d'Aislabie achète le domaine Kirkby Fleetham pour lui dans le North Yorkshire à l'âge de la majorité, vers 1722, et il est élu pour la première fois comme député de Ripon le 17 mai 1721, après la disgrâce de son père, lié au scandale de la Compagnie de la mer du Sud. Le frère de Aislabie, John Aislabie Jr., a déjà occupé le siège. En 1721, William Aislabie s'associe à son oncle du même nom et, plus tard dans le temps, à son cousin, également nommé William Aislabie. 
Il est député de Ripon jusqu'à sa mort en 1781, une période de 60 ans et 47 jours, devenant alors père de la Chambre des communes en 1768. Son dernier discours enregistré à la Chambre, prononcé devant le duc de Bridgewater, sur les canaux, est fait en 1770, il vote pour la dernière fois en 1773 et, en 1779, le journal The Public Ledger déclare: "Son âge et ses infirmités ne lui permettent pas de participer.". 
En 1738, il est également nommé auditeur des Imprests et, de 1749 jusqu'à son décès, est greffier du tribunal de consistoire du diocèse de York. 
À la mort de son père en 1742, il hérite du domaine Studley et, en 1768, achète le domaine adjacent des Fontaines pour 16 000 £. Il consacre beaucoup de temps et d'énergie à développer l'un des plus beaux jardins d'eau de l'Angleterre dans le domaine. 

## Famille
Il épouse, vers 1722, Elizabeth Cecil (1706-1733), fille de John Cecil (6e comte d'Exeter), avec qui il a deux fils et deux filles, et en secondes noces, le 6 septembre 1745, Elizabeth, fille de Charles Vernon de Farnham, Surrey, avec qui il a un fils et une fille. Aucun de ses fils ne lui a survécu. Studley Royal est laissé à sa fille Elizabeth, qui épouse Charles Allanson, son collègue député. Il construit l'actuel Kirkby Fleetham Hall sur le domaine de Kirkby Fleetham au milieu des années 1700 pour une autre fille, Ann Sophie, qui épouse William Lawrence. 

## Sources
- Article web de Roots sur Aislabie
- Site web des parcs et jardins
- Burleigh Portrait de William Aislabie de Studley Royal, Jonathan Richardson (1667-1745)